# オルムステッド (小惑星)
オルムステッド (3287 Olmstead) は近日点が火星の軌道より内側にある小惑星である。アメリカ合衆国の天文学者シェルテ・バスがオーストラリアのサイディング・スプリング天文台で発見した。
アメリカ人の女性天文学者、C・ミシェル・オルムステッドに因んで命名された。